# Nördlicher Braldu
Der Nördliche Braldu, englisch North Braldu River, ist ein 37 km langer linker Nebenfluss des Shaksgam im Karakorum im pakistanischen Sonderterritorium Gilgit-Baltistan. Es gibt in der Umgebung noch den weit bekannteren weiter südlich verlaufenden Braldu-Fluss. Dieser wird gelegentlich „Südlicher Braldu“ genannt.

## Verlauf
Der Nördliche Braldu durchfließt eine abgelegene Hochgebirgsgegend, die unter pakistanischer Kontrolle ist, aber von Indien beansprucht wird, nahe der chinesischen Grenze. Der Fluss hat seinen Ursprung am unteren Gletscherende des Braldugletschers. Er fließt anfangs 13 km nach Norden. Dabei treffen der Abfluss des Skorga-Gletschers von links und der Wesm-i-Dur, ein gletschergespeister Nebenfluss, von rechts auf den Nördlichen Braldu. Nach Einmündung des Abflusses des Shuwert-Gletschers von links, wendet sich der Nördliche Braldu nach Osten. Der Abfluss des Shahim-i-Dur-Gletschers mündet noch als größerer Zufluss von rechts in den Fluss, bevor dieser an der chinesischen Grenze in den Shaksgam mündet.

## Einzugsgebiet
Das Einzugsgebiet des Nördlichen Braldu beträgt 1215 km². Es grenzt im Osten an das des oberstrom gelegenen Shaksgam, im Süden an das des (Südlichen) Braldu und des Basha, im Westen an das des Shimshal sowie im Norden an das des abstrom gelegenen Shaksgam.